# Саподилла
Саподи́лла, ахрас сапота, ахрас цапота , манилкара сапота , сапоти́лла:159, саподиловое дерево, сапоти́ловое де́рево, сапотилья, сапотовое дерево, ма́сляное дерево, чико, чикосапотилья (лат. Manilkara zapóta) — плодовое дерево семейства Сапотовые.

## Ботаническое описание
Саподилла — вечнозелёное медленнорастущее дерево с пирамидальной кроной, 18—30 м высотой. При повреждении коры оно обильно выделяет белый клейкий латекс.
Листья эллиптические глянцевые, 7,5—11,25 длиной и 2,5—4 см шириной.
Цветки маленькие с 6 тычинками и с 3 волосистыми коричневыми чашелистиками, окружающими бледно-зелёный венчик.
Плоды круглые или овальные, 5—10 сантиметров длиной и весом 100—170 г. По структуре напоминают плоды хурмы. Спелый плод покрыт тусклой бледно- или ржаво-коричневой тонкой кожицей; мякоть коричневая, с жёлтым или розовым оттенком, мягкая, сочная. Недозревшие плоды — твёрдые, клейкие и вяжущие на вкус. Каждый плод содержит от 3 до 12 твёрдых чёрных блестящих овальных, слегка сплюснутых семян 1,5—2 см длиной, на конце с крюком, который может зацепиться в горле, если семя не вытащить перед употреблением плода. Семена легко отделяются от мякоти.

## Распространение
Родина саподиллы — южная Мексика. В настоящее время культивируется также повсюду в тропической Америке, в Пакистане, в Индии, в Индонезии, в Малайзии, во Вьетнаме, на Шри-Ланке и на Филиппинах.

## Хозяйственное значение и применение
Спелые плоды саподиллы съедобны в свежем виде и имеют насыщенный сладкий вкус (схожий с инжиром и финиками), ввиду чего и схожего внешнего облика (овальная форма, бледно-коричневая тонкая кожура) именуются также как «сладкий картофель» и «инжирный киви». Помимо употребления сырыми, их также тушат с лаймовым соком и имбирём, кладут в пироги, сбраживают в вино.
Саподилловое дерево выращивается также для получения млечного сока — латекса. Из него получают так называемый чикл — основу для жевательной резинки.
Недозрелые плоды богаты таннином и используются как средство для остановки диареи. Отвар коры используется как жаропонижающее и противодизентерийное средство. Отвар листьев саподиллы в комбинации с листьями чайота применяется для снижения артериального давления. Жидкая вытяжка мятого семени — успокоительное средство.
|                                                                    |  |  |  |  |
| Дерево, цветок и бутон, ствол дерева, целые плоды, плоды в разрезе |  |  |  |  |